# Acacia yorkrakinensis
Acacia yorkrakinensis é uma espécie de leguminosa do gênero Acacia, pertencente à família Fabaceae.